# Flybmi
British Midland Regional Limited, також Flybmi або flybmi — колишня британська регіональна авіакомпанія, яка здійснює регулярні перевезення пасажирів у Великій Британії та Європі. Головний офіс авіакомпанії знаходиться в аеропорту Східний Мідландс. Припинила операції 16 лютого 2019.
Flybmi, раніше відома як BMI Regional, була дочірньою компанією British Midland International (BMI), яка була придбана   Lufthansa у International Airlines Group (IAG) 20 квітня 2012 року. і через місяць продана інвестиційної групі «Sector Aviation Holdings», та з жовтня 2012 року працювала як незалежний від інших авіакомпаній перевізник. У серпні 2015 року авіакомпанія стала частиною нової регіональної авіакомпанії Airline Investments Limited (AIL) разом з Loganair
Хабами є:
- Абердин
- Бристоль
- Брюссель
- Східний Мідландс
- Деррі
- Карлстад
- Ньюкасл
- Мюнхен

## Історія
Авіакомпанія Business Air була заснована в 1987 році і почала операційну діяльність в серпні того ж року. В 1999 році компанія була придбана магістральною British Midland International і змінила офіційну назву на British Midland Commuter. В 2001 році перевізник черговий раз змінив назву на bmi regional.
Будучи дочірнім підприємством, BMI Regional перебувала у володінні бізнесмена Майкла Бішопа (50%), авіакомпаній Lufthansa (30%) та Scandinavian Airlines (20 %). У жовтні 2009 року Lufthansa викупила всі частки у інших власників і стала повним власником BMI Regional
Розпочата з наступного місяця реструктуризація діяльності перевізника привела до збільшення збиткових маршрутів і до незбалансованості маршрутної мережі регулярних перевезень в цілому. В результаті, в першій половині 2010 року компанія мала три незадіяних літака Embraer і негативну тенденцію в фінансових показниках, внаслідок чого керуюча компанія почала попереджати співробітників про можливе скорочення штату перевізника. Деякий час по тому три лайнера були здані в оренду іншим авіакомпаніям.
В 2012 році BMI Regional була придбана інвестиційною групою «Sector Aviation Holdings», що є під орудою бізнесменів Стівена і Пітера Бонд (які в 2010 році продали власну вертолітну авіакомпанію Bond Aviation Group). У число топ-менеджерів групи так само входили колишні засновники Business Air Іан Вудлі та Грем Росс. Офіційно про угоду купівлі-продажу було оголошено 1 червня 2012 року.
В 2014 році дев'ятий раз поспіль BMI Regional була оголошена найпунктуальнішою авіакомпанією Великої Британії на основі аналізу даних, що надаються Управлінням цивільної авіації країни. Показник пунктуальності виконання регулярного розкладу в 2013 році перевищив 92%.
5 липня 2018, відбувся ребредінг BMI Regional на Flybmi

## Корпоративна діяльність

### Офіси
З моменту свого заснування як Business Air авіакомпанія використовує операційний центр в аеропорту Абердина. До середини 2012 року компанія займала будівлю разом з канадської вертолітною авіакомпанією CHC Helicopter, яка розташовується на східній стороні Абердинського аеропорту між пожежною станцією та пасажирським терміналом іншого вертолітного оператора Bond Offshore Helicopters.
Після придбання bmi regional в травні 2012 року група «Sector Aviation Holdings» ухвалила рішення про перенесення штаб-квартири авіакомпанії з Абердина до аеропорту Східний Мідландс.

### Операційна діяльність
British Midland Regional Limited використовує ліцензію експлуатанта A Управління цивільної авіації Великої Британії, що дає право на перевезення вантажів, пошти і пасажирів на повітряних судах з місткістю 20 і більше пасажирських крісел.
Ставши незалежним перевізником, авіакомпанія змінила свій позивний з «KITTIWAKE» на «MIDLAND», а 28 жовтня 2012 року оголосила про те, що буде використовувати код ІАТА «BM» замість коду «BD», що раніше належав British Midland International.
23 січня 2014 року bmi regional відкрила нові регулярні маршрути в Норвегію з її нового додаткового хаба в Ставангері. Першим регулярним рейсом при цьому став маршрут між аеропортом Гарстад/Нарвік та аеропортом Ставангер.
Поряд з головною операційною базою bmi regional використовує ще кілька власних центрів обслуговування у Великій Британії: аеропорт Единбург, аеропорт Глазго, Лідс-Бредфорд, аеропорт Манчестера та лондонський аеропорт Хітроу. Вся вузлова інфраструктура перейшла до авіакомпанії від British Midland International, причому Хітроу раніше використовувався тільки для далекомагістральних напрямків. У середині травня 2013 року в якості одного з додаткових хабів був оголошений аеропорт Бірмінгема, однак вже 28 жовтня керівництво перевізника заявило про закриття цього хаба до кінця 2013 року.
Використовуючи власний флот Embraer 145 авіакомпанія bmi regional виконує чартерні перевезення для концерну Airbus між його аеропортами Гарден, Філтон та Тулузою.
На початку 2014 року bmi regional уклала контракт з вертольотобудівною корпорацією AgustaWestland на чартерні перевезення між аеропортом Мілана та авіабазою Йовіл. Раніше цей маршрут обслуговувала авіакомпанія Eastern Airways на літаках Embraer 135, новий оператор працює на більш містких лайнерах Embraer 145.

## Код-шерингові угоди
Код-шерінгові угоди на 2 листопада 2017 року Flybe має з такими авіакомпаніями:
- Brussels Airlines
- Lufthansa
- Loganair

## Напрямки

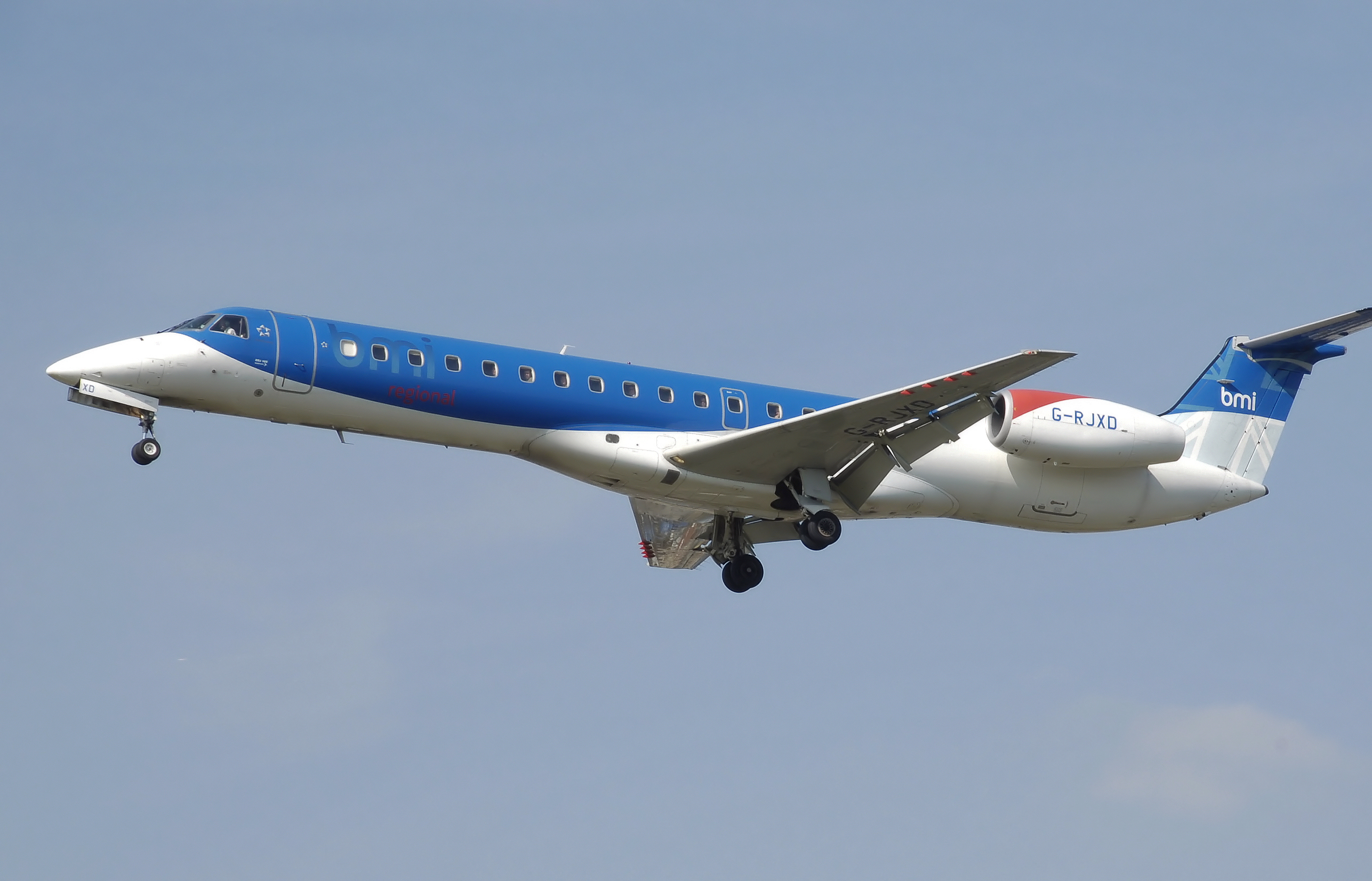
BMI Regional Embraer ERJ 145

| Країна                             | Місто                  | IATA | ICAO | Аеропорт                    | Примітки |
| ---------------------------------- | ---------------------- | ---- | ---- | --------------------------- | -------- |
| Бельгія                            | Брюссель               | BRU  | EBBR | Брюссель (аеропорт)         | базовий  |
| Чехія                              | Брно                   | BRQ  | LKTB | Брно (аеропорт)             |          |
| Данія                              | Есб'єрг                | EBJ  | EKEB | Есб'єрг (аеропорт)          |          |
| Франція                            | Париж                  | CDG  | LFPG | Париж-Шарль де Голль        |          |
| Німеччина                          | Дюссельдорф            | DUS  | EDDL | Дюссельдорф (аеропорт)      |          |
| Німеччина                          | Франкфурт              | FRA  | EDDF | Франкфурт (аеропорт)        |          |
| Німеччина                          | Гамбург                | HAM  | EDDH | Гамбург (аеропорт)          |          |
| Німеччина                          | Мюнхен                 | MUC  | EDDM | Мюнхен (аеропорт)           | базовий  |
| Німеччина                          | Нюрнберг               | NUE  | EDDN | Нюрнберг (аеропорт)         |          |
| Німеччина                          | Росток                 | RLG  | ETNL | Росток (аеропорт)           |          |
| Німеччина                          | Саарбрюкен             | SCN  | EDDR | Саарбрюкен (аеропорт)       |          |
| Німеччина                          | Штутгарт               | STR  | EDDS | Штутгарт (аеропорт)         |          |
| Італія                             | Бергамо                | BGY  | LIME | Мілан-Бергамо               |          |
| Італія                             | Мілан                  | MXP  | LIMC | Мілан-Мальпенса             |          |
| Норвегія                           | Осло                   | OSL  | ENGM | Осло-Гардермуен             |          |
| Норвегія                           | Ставангер              | SVG  | ENZV | Ставангер (аеропорт)        |          |
| Польща                             | Люблін                 | LUZ  | EPLB | Люблін (аеропорт)           |          |
| Швеція                             | Єнчепінг               | JKG  | ESGJ | Єнчепінг (аеропорт)         |          |
| Швеція                             | Карлстад               | KSD  | ESOK | Карлстад (аеропорт)         | базовий  |
| Швеція                             | Норрчепінг             | NRK  | ESSP | Норрчепінг (аеропорт)       |          |
| Швеція                             | Гетеборг               | GOT  | ESGG | Гетеборг (аеропорт)         |          |
| Велика Британія, Англія            | Бристоль               | BRS  | EGGD | Бристоль (аеропорт)         | базовий  |
| Велика Британія, Англія            | Лондон                 | STN  | EGSS | Лондон-Станстед             |          |
| Велика Британія, Англія            | Ньюкасл                | NCL  | EGNT | Ньюкасл (аеропорт)          | базовий  |
| Велика Британія, Англія            | Ноттінгем Лестер Дербі | EMA  | EGNX | Східний Мідландс (аеропорт) | базовий  |
| Велика Британія, Північна Ірландія | Деррі                  | LDY  | EGAE | Деррі (аеропорт)            | базовий  |
| Велика Британія, Шотландія         | Абердин                | ABZ  | EGPD | Абердин (аеропорт)          | базовий  |

## Флот
Флот flybmi на липень 2018:
| Тип             | В дії | Замовлено | Пасажирські | Примітки                                                                                        |
| --------------- | ----- | --------- | ----------- | ----------------------------------------------------------------------------------------------- |
| Embraer ERJ-135 | 4     | —         | 37          |                                                                                                 |
| Embraer ERJ-145 | 16    | —         | 49          | По 1 борту на кожну авіакомпанію в оренді: Brussels Airlines, Loganair, Nordica & Adria Airways |
| Разом           | 20    | —         |             |                                                                                                 |